# Tour de Leelanau
Le Tour du Leelanau est une compétition cycliste américaine qui se déroulait dans le comté de Leelanau, dans le Michigan. L'épreuve, créée en 2005, n'a plus été organisée depuis 2008.

## Palmarès

### Hommes
| - 2005 : Nick Reistad - 2006 : Eddy Hilger - 2007 : Garrett Peltonen - 2008 : Taylor Tolleson |

### Femmes
| - 2005 : Mackenzie Woodring - 2006 : Mackenzie Woodring - 2007 : Tina Pic - 2008 : Anne Samplonius |